# 毛里齐奥·阿里瓦贝内
毛里齐奥·阿里瓦贝内（義大利語：Maurizio Arrivabene，1957年3月7日—）是一名意大利经理兼体育总监，曾在2021年至2022年担任意大利足球俱乐部尤文图斯的首席执行官。
阿里瓦贝内还曾经是一级方程式车队法拉利的车队领队。2014年11月23日，法拉利宣布任命阿里瓦贝内接替马可·马蒂亚奇成为车队领队。2019年1月，车队负责人被马蒂亚·比诺托取代。

## 职业生涯
阿里瓦贝内早年从事销售行业。1997年，他加入菲利普莫里斯国际烟草公司，2007年晋升为万宝路全球传播和促销副总裁，2011年成为消费者渠道战略和活动营销副总裁。通过与菲利普·莫里斯的合作，他参与了法拉利一级方程式车队的赞助（通过万宝路品牌），并从2010年起作为赞助商代表参与了一级方程式委员会。
2014年11月23日，法拉利宣布任命阿里瓦贝内接替马蒂亚奇成为车队领队。马蒂亚奇自2014年4月以来一直担任车队领队。任命阿里瓦贝内的决定是由法拉利新任主席塞尔吉奥·马尔基奥尼做出的，他认为阿里瓦贝内“不仅对法拉利，而且对这项运动的管理机制和要求有了透彻的了解”，这也是他被任命的部分原因。这一任命是马尔基奥尼的车队复兴计划的一部分，马尔基奥尼罢免了法拉利前任主席卢卡·迪·蒙特泽莫罗。2018赛季结束后，阿里瓦贝内于2019年1月7日被前技术主管马蒂亚·比诺托取代为法拉利车队领队。
2012年以来，阿里瓦贝内一直担任意大利足球俱乐部尤文图斯的独立董事。2021年，他被任命为俱乐部首席执行官。2022年11月，他与尤文图斯高层董事会全体成员宣布辞职。2023年1月，阿里瓦贝内被处以2年禁足令，禁止参加足球相关事宜，作为此前尤文图斯财务造假丑闻的处罚。

## 个人生活
阿里瓦贝内和Ulrika Eriksson Hjelm于1990年至1995年结婚。他们的女儿斯特凡尼亚出生于1990年。阿里瓦贝内后来与Stefania Bocchi结婚。Stefania Bocchi曾在法拉利车队担任基米·莱科宁的新闻官。